# Rhynchospora andresii
Rhynchospora andresii är en halvgräsart som beskrevs av Gómez-laur. Rhynchospora andresii ingår i släktet småag, och familjen halvgräs. Inga underarter finns listade i Catalogue of Life.